# 척골신경 포착
척골신경 포착(Ulnar nerve entrapment)은 척골신경이 물리적으로 포착되어 있어 통증과 마비, 그리고 약화를 일으키는 질환이다.

## 진단

### 주관절터널증후군
주관절 터널 증후군(영어: Cubital tunnel syndrome)은 팔꿈치의 척골신경에 압박이 가하면서 팔꿈치부터 새끼 손가락까지 저릿한 통증이 오는 것을 말한다. 팔꿈치터널증후군 혹은 척골신경압박증후군, 척골신경포착증후군이라고도 불린다. 상완골의 내측 상과와 자뼈팔꿈치돌기, 그 둘을 잇는 자쪽 손목 굽힘근의 건궁에 의해 형성되고, 이 곳으로 자신경이 지나간다. 모종의 이유로 이 지역에 압박이 생길 시 해당 신경이 지배하는 근육들(자쪽 손목 굽힘근, 심지굴근의 내측, 및 손의 내근)및 감각부위에 불편함이 생긴다. 대체로 잠깐 유지되고 끝나나, 지속적인 압박 등이 있을 시 만성적인 질환으로 남을 수도 있다. 손목터널증후군과 헷갈릴 수 있다. 손목터널증후군은 1,2,3번째 손가락에 통증이 있을 수 있는 반면 주관증후군은 4,5번째 손가락에 힘이 없고 저릿한 느낌을 준다.

### 척골관증후군
척골관 증후군(영어: Ulnar tunnel syndrome)은 척골관에 있는 척골 신경이 압박을 받아 증상이 생기는 질환을 말한다. 기욘씨관 증후군(영어: Guyon's canal syndrome) 또는 Handlebar palsy로도 알려져 있다.

## 같이 보기
- 자신경
- 수근관 증후군